# Pedernal (Entre Ríos)
Pour les articles homonymes, voir Pedernal.
Pedernal est une localité rurale argentine située dans le département de Concordia et dans la province d'Entre Ríos. Elle est située à 1 kilomètre de la route nationale 14, qui est sa principale voie de communication, la reliant au nord à Concordia et au sud à Colón.

## Histoire
La localité a été formée à partir de la gare de Pedernal, autour de laquelle la colonie juive Santa Isabel a été installée en 1908, avec des colons venant de la région de Basavilbaso. L'année suivante, une école y fonctionnait déjà. Jusque dans les années 1940, la gare et la colonie juive étaient souvent appelées Pedermar, en raison des difficultés de prononciation des colons juifs. Ce nom était également utilisé par le circuit électoral jusqu'à ce qu'il soit changé en Pedernal.
Après le retour à la démocratie, le premier conseil de direction nommé pour Pedernal l'a été par le décret no 2656/1984 MGJE du 26 juillet 1984. Le deuxième par le décret no 2797/1985 MGJE du 31 juillet 1985. Le troisième par le décret no 4860/1990 MGJOSP du 14 novembre 1990. Par le décret no 2945/1991 MGJOSP du 4 juillet 1991, un intervenant a été nommé au conseil de direction. Le quatrième conseil de direction a été nommé par le décret no 2945/1991 MGJOSP du 4 juillet 1991. Le quatrième conseil d'administration a été nommé par le décret no 2588/1992 MGJE du 29 mai 1992. Le cinquième conseil d'administration (1 président, 4 membres, 2 suppléants) a été nommé par le décret no 3191/1996 MGJE du 30 août 1996.
Le 18 mars 2007, le premier conseil d'administration électif de Pedernal a été élu après la réforme de la loi no 7555, composé d'un président, de 7 membres et de 3 suppléants. Le circuit électoral 251-Pedernal a été utilisé. Le second a été élu le 23 octobre 2011.
Les limites de compétence du conseil d'administration ont été fixées par le décret no 2554/2001 MGJ du 24 juillet 2001, sur la base des ruisseaux Grande et Rabón. Elle est bordée à l'est par le département de San Salvador, au sud par le département de Colón, au nord par Clodomiro Ledesma, et à l'est par Nueva Escocia.
Le conseil d'administration a été élevé à la 2e catégorie par le décret no 2991/2001 MGJ du 21 août 2001.

## Économie et éducation
La région a permis le développement des agrumes et de la sylviculture en plus des produits agricoles habituels. Le lycée a été créé en 2000,.